# Ferdinando Ughelli
Ferdinando Ughelli (né le 21 mars 1595 à Florence, dans le Grand-duché de Toscane et mort le 19 mai 1670 à Rome, dans les États pontificaux) est un moine cistercien, abbé, historien et érudit italien du XVIIe siècle.

## Biographie
Moine cistercien, Ferdinando Ughelli termine ses études à l'Université pontificale grégorienne de Rome, où il rencontre les Jésuites Francesco Piccolomini et Juan de Lugo. Il devient abbé de l'abbaye dei Santi Salvatore e Lorenzo a Settimo et à partir de 1638 de l'abbaye de Tre Fontane à Rome.
Il réussit à obtenir du pape Alexandre VII une pension annuelle de 500 couronnes dont il avait besoin pour couvrir les dépenses engagées lors de ses voyages. Il a également travaillé à l'Index librorum prohibitorum.
Ses archives comprenant sa correspondance et des copies de documents et d'autres sources, qu'il avait léguées au cardinal Francesco Barberini, se trouvent depuis 1902 dans le Fondo Barberini de la Bibliothèque apostolique vaticane.

## Œuvres

### Italia Sacra
Ferdinando Ughelli est le premier érudit qui a conçu l'idée de donner des listes d'évêques italiens regroupés par diocèse, avec des notices sur chacun et sur les églises dépendant de leur diocèse, accompagnées d'autres documents inédits.
L'immensité du projet l'a forcé pour plusieurs diocèses, à faire appel à des collaborateurs, ce qui explique les inégalités de l'ouvrage qui est parfois très riche en informations et en documents, et parfois très pauvre en notices qui quelquefois contiennent des inexactitudes ou qui n'ont pas fait l'objet d'une critique serrée. Italia Sacra a été publiée à Rome de 1642 à 1648 en neuf volumes in-folio, sur le modèle de la Gallia Christiana de Denis de Sainte-Marthe (1626). Une deuxième édition en 10 volumes, augmentée et mise à jour, a été faite à Venise en 1717 par Nicola Coleti, qui l'a terminée en 1722, avec l'ajout de Sicilia sacra de Rocco Pirri. Le cistercien Nivardo del Riccio, avec l'intention de corriger les erreurs de cette dernière édition, a conçu en 1763 à Florence, une troisième édition dont, cependant, il n'a publié qu'un bref essai. Néanmoins Italia Sacra reste un livre important pour comprendre l'histoire des diocèses: l'idée a été reprise par Giuseppe Cappelletti dans son ouvrage Le chiese d'Italia dalla loro origine sino ai nostri giorni en 21 volumes (1844-1870), et Pius Bonifacius Gams dans son Series episcoporum Ecclesiae catholicae quotquot innotuerunt a beato Petro apostolo (1873).
Première édition
- Volume I, 1644 - Les diocèses directement dépendant du Saint-Siège
- Volume II, 1647 - Archidiocèses et diocèses de l’Émilie, de la Flaminia[1], du Picenum et de l'Ombrie
- Volume III, 1647 - Archidiocèses et diocèses de l’Étrurie
- Volume IV, 1652 - Archidiocèses et diocèses de l'Insubrie, de Ligurie et du Piémont
- Volume V, 1653 - Archidiocèses et diocèses de Venetia et Histria
- Volume VI, 1659 - Archidiocèses et diocèses de la Campanie, des Abruzzes et de Irpinia
- Volume VII, 1659 - Archidiocèses et diocèses de la Lucanie, de la Basilicate et des Pouilles
- Volume VIII, 1662 - Archidiocèse de Bénévent et ses suffragants
- Volume IX, 1662 - Archidiocèses et diocèses de Salento et de Calabre

Seconde édition
- Volume I, 1717
- Volume II, 1717
- Volume III, 1718
- Volume IV, 1719
- Volume V, 1720
- Volume VI, 1720
- Volume VII, 1721
- Volume VIII, 1721
- Volume IX, 1721
- Volume X, 1722 - Suppléments, corrections, appendices et index

### Autres œuvres d'Ughelli

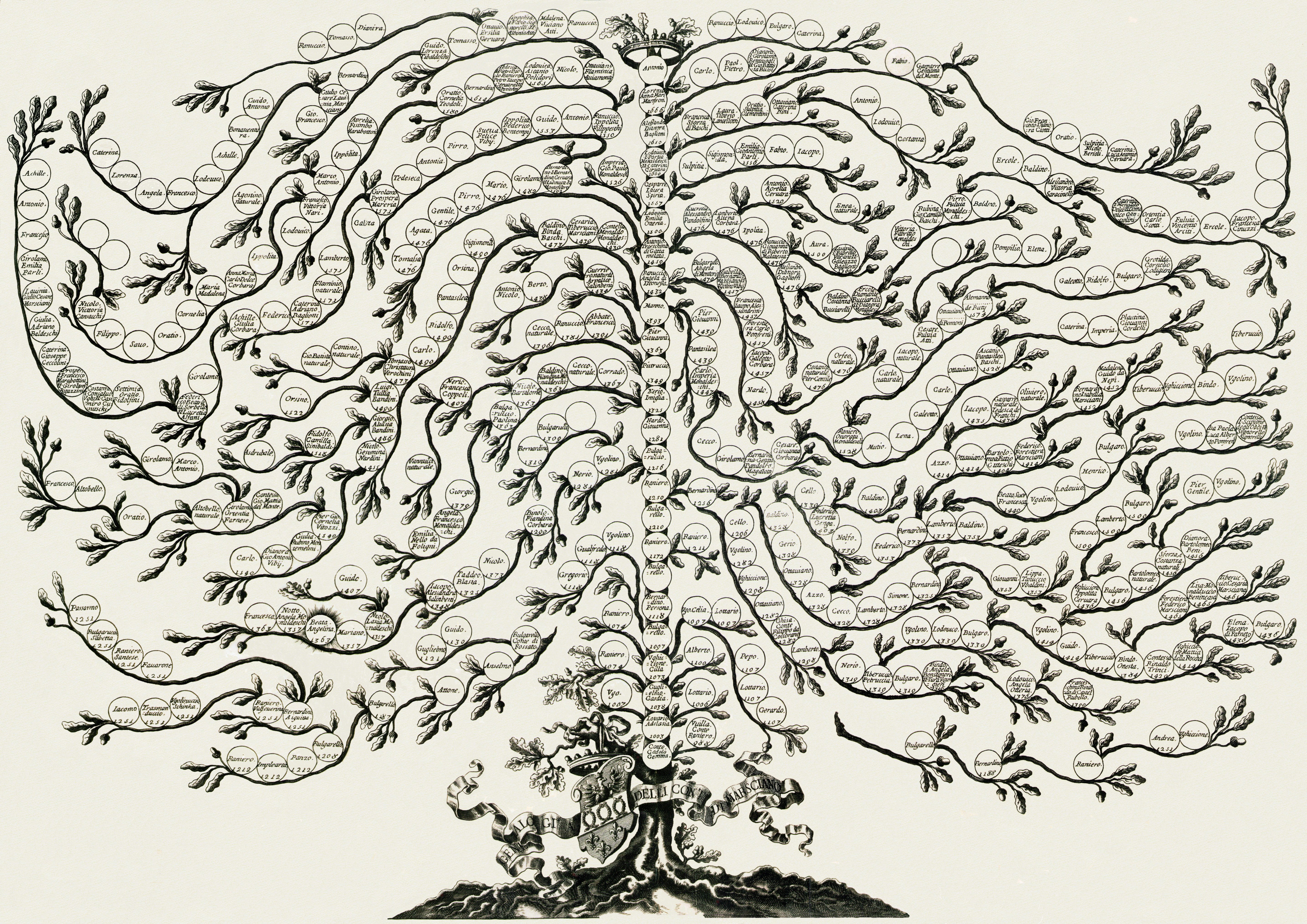
L'arbre généalogique publié dans Albero et istoria della famiglia dè conti di Marsciano

- Cardinalium elogia dell'Ordine cistercense (Florence 1624)
- Imagines Columnensis familiae cardinalium (Rome 1650)
- Albero et istoria della famiglia dè conti di Marsciano (Rome, 1667)